# Валтер фест
Валтер фест је филмски фестивал који се одржава у Младеновцу од 2018. године. Има за циљ да кроз одабрани репертоар филмова најновије продукције покаже квалитет, креативност и богату разноликост филмске продукције у Србији током године. Гледаоци имају прилику да виде и она филмска остварења која су већ освојила награде или тек конкуришу за њих.
Фестивал је такмичарског карактера. На основу одлука стручног жирија, додељују се награде за најбољи филм, најбољу режију, најбољег глумца и најбољу глумицу. Током фестивала се организују и бројни пратећи садржаји: изложба фотографија из живота и култних остварења глумачког великана Велимира Бате Живојиновића, округли столови и сусрети са еминентним филмским ствараоцима, креативне филмске радионице, трибине и разговори са актерима филмова...
Фестивал подржавају Филмски центар Србије и Министарство културе Републике Србије.

## Фестивал по годинама

### 2018.
Први Валтер фест отворила је госпођа Јулијана Лула Живојиновић, супруга Велимира Бате Живојиновића. Посетиоци су на отварању имали прилику да погледају акциони филм Јужни ветар. Пројекцији филма, који је био и део такмичарског програма фестивала, присуствовали су, поред жирија и чланова савета, и глумци и режисер филма, који су се поклонили присутнима. У такмичарском програму нашло се још пет домаћих остварења. Стручни жири су чинили Ана Софреновић, Душан Милић и Милан Тодоровић.
| Датум         | Време | Програм                                                            |
| ------------- | ----- | ------------------------------------------------------------------ |
| 28. септембар | 20:00 | отварање фестивала                                                 |
| 28. септембар | 20:30 | Јужни ветар (М. Аврамовић)                                         |
| 29. септембар | 12:00 | Кондорито: Авантура у свемиру (цртани филм)                        |
| 29. септембар | 14:00 | Патуљци са насловних страна (М. Милинковић)                        |
| 29. септембар | 18:00 | Злогоње (Р. Миљковић)                                              |
| 29. септембар | 20:00 | Изгредници (Д. Зечевић)                                            |
| 29. септембар | 16:30 | Птице које не полете (П. Лаловић) — омаж Бати Живојиновићу (Фоаје) |
| 29. септембар | 20:30 | Хало такси (В. Радовановић) — омаж Бати Живојиновићу (Фоаје)       |
| 30. септембар | 12:00 | Ринге ринге раја (цртани филм)                                     |
| 30. септембар | 14:00 | О бубицама и херојима (П. Пашић)                                   |
| 30. септембар | 19:00 | Успон Едерлезија (Л. Бодрожа)                                      |
| 30. септембар | 20:30 | свечана додела награда                                             |
| 30. септембар | 21:00 | Валтер брани Сарајево (Х. Крвавац) — омаж Бати Живојиновићу        |

- Награда за животно дело: Бранка Веселиновић

- Најбоља глумица: Марта Бјелица (Изгредници)
- Најбољи глумац: Милош Биковић (Јужни ветар)
- Најбоља режија: Лазар Бодрожа (Успон Едерлезија)
- Најбољи филм: Јужни ветар (Милош Аврамовић)

### 2019.
Друго издање фестивала одржано је од 24. до 27. октобра 2019. године, а свечано га је отворио Радош Бајић. У такмичарском програму приказано је седам домаћих филмова. Пратећи програм се састојао од пројекција филмова Валтер брани Сарајево (Х. Крвавац) и Лед (Ј. Бајић Јочић). Стручни жири су чинили Ђорђе Милосављевић, Сандра Перовић и Марта Бјелица.
| Датум       | Време | Програм                                                 |
| ----------- | ----- | ------------------------------------------------------- |
| 24. октобар | 18.00 | Пси умиру сами (Н. Петровић)                            |
| 24. октобар | 20.00 | Четири руже (В. Никитовић) — претпремијера              |
| 25. октобар | 18.00 | Делиријум тременс (Г. Марковић)                         |
| 25. октобар | 20.00 | Ајвар (А. М. Роси)                                      |
| 26. октобар | 11.00 | Фиксизи — мајсторчићи (цртани филм)                     |
| 26. октобар | 21.00 | Војна академија 5 (Д. Зечевић)                          |
| 27. октобар | 11.00 | Фантастика: У потрази за златним роговима (цртани филм) |
| 27. октобар | 18.00 | Екипа (М. Сопић)                                        |
| 27. октобар | 20.00 | Пијавице (Д. Маринковић)                                |

- Награда за животно дело: Мира Бањац

- Најбоља глумица: Наташа Нинковић (Ајвар)
- Најбољи глумац: Тихомир Станић (Делиријум тременс)
- Најбоља режија: Никола Петровић (Пси умиру сами)
- Најбољи филм: Ајвар (Ана Марија Роси)

### 2020.
Треће издање фестивала одржано је 3. октобра 2020. године. Награда за животно дело је уручена Власти Велисављевићу.
| Време | Програм                |
| ----- | ---------------------- |
| 18.30 | концерт Лене Ковачевић |
| 19.30 | Љубав и мода           |

### 2021.
Четврто издање фестивала одржано је од 10. до 12. септембра 2021. године. Свечано га је отворио Слободан Ћустић, а програм првог дана одвијао се отвореном базену Селтерс бање. За три дана приказано је пет домаћих филмова, од којих је један био ван такмичарске конкуренције. Стручни жири су чинили Немања Ћипранић, Сандра Перовић и Александар Дунић. У галерији Фоаје је током трајања фестивала била постављена изложба Станислава Пешић — краљица шарма, посвећена Станислави Пешић. У истом простору је 11. септембра била уприличена и промоција књиге посвећене Зорану Радмиловићу — у питању је било дело Чаробњак Радмиловић, аутора Милана Цација Михаиловића,.
| Датум         | Време | Програм                                                                       |
| ------------- | ----- | ----------------------------------------------------------------------------- |
| 10. септембар | 19:30 | концерт Гоце Тржан                                                            |
| 10. септембар | 20:30 | Јужни ветар 2: Убрзање (М. Аврамовић)                                         |
| 11. септембар | 12:00 | Мали шеф (цртани филм)                                                        |
| 11. септембар | 18:00 | Лихвар (Н. Ћеранић)                                                           |
| 11. септембар | 19:00 | промоција књиге Чаробњак Радмиловић, аутора Милана Цација Михаиловића (Фоаје) |
| 11. септембар | 20:00 | Не играј на Енглезе (С. Пешић) — ван конкуренције                             |
| 12. септембар | 12:00 | Мали шеф (цртани филм)                                                        |
| 12. септембар | 18:00 | Оаза (И. Икић)                                                                |
| 12. септембар | 20:00 | додела награда                                                                |
| 12. септембар | 20:15 | Нечиста крв: Грех предака (М. Петровић)                                       |
| 12. септембар | 22:00 | наступ Марка Настића (атријум Фонтане)                                        |

- Награда за животно дело: Тања Бошковић

- Најбоља глумица: Катарина Радивојевић (Нечиста крв: Грех предака)
- Најбољи глумац: Драган Бјелогрлић (Нечиста крв: Грех предака)
- Најбоља режија: Немања Ћеранић (Лихвар)
- Најбољи филм: Лихвар (Немања Ћеранић)

### 2022.
Пето издање фестивала одржано је од 22. до 25. септембра 2022. године. Свечано га је отворио Лазар Ристовски. Приказано је осам филмова. Стручни жири су чинили Срђан Драгојевић (председник), Катарина Радивојевић и Петар Божовић. Водитељ програма је био Стефан Бузуровић.
| Датум         | Време | Програм                                                               |
| ------------- | ----- | --------------------------------------------------------------------- |
| 22. септембар | 20:00 | свечано отварање фестивала                                            |
| 22. септембар | 21:00 | Комедија на три спрата (С. Митровић)                                  |
| 23. септембар | 19:00 | Страхиња Бановић (С. Арсенијевић)                                     |
| 23. септембар | 21:00 | Џем од кавијара (И. Видановић)                                        |
| 24. септембар | 11:00 | Лето када сам научила да летим (Р. Андрић)                            |
| 24. септембар | 17:00 | Јенга, чудна игра (Н. Кончаревић)                                     |
| 24. септембар | 19:00 | Хероји радничке класе (М. Пушић)                                      |
| 24. септембар | 21:00 | Ала је леп овај свет (Ф. Чоловић)                                     |
| 25. септембар | 12:00 | Лето када сам научила да летим (Р. Андрић)                            |
| 25. септембар | 18:00 | Траг дивљачи (Н. Павловић)                                            |
| 25. септембар | 21:00 | свечано затварање фестивала; додела награда; концерт Радета Шербеџије |

- Награда за животно дело: Лордан Зафрановић
- Награда публике: Комедија на три спрата (Сандра Митровић)

- Најбоља глумица: Клара Хрвановић (Лето када сам научила да летим)
- Најбољи глумац: Игор Ђорђевић (Џем од кавијара)
- Најбоља режија: Стефан Арсенијевић (Страхиња Бановић)
- Најбољи филм: Страхиња Бановић (Стефан Арсенијевић)

### 2023.
Шесто издање фестивала одржано је од 1. до 3. децембра 2023. године. Због радова на реновирању Центра за културу и туризам Младеновац, пројекције су се одржавале у амфитеатру хотела Селтерс. Приказано је осам филмова.
| Датум       | Време | Програм                                |
| ----------- | ----- | -------------------------------------- |
| 1. децембар | 18:00 | Мања (Н. Кончаревић)                   |
| 1. децембар | 20:00 | Хероји Халијарда (Р. Бајић)            |
| 2. децембар | 16:00 | Овуда ће проћи пут (Н. Огњановић)      |
| 2. децембар | 18:00 | (В. Перишић)                           |
| 2. децембар | 20:00 | Чувари формуле (Д. Бјелогрлић)         |
| 3. децембар | 16:00 | 3211 (Д. Бећковић и А. Стојковић)      |
| 3. децембар | 17:30 | Што се боре мисли моје (М. Милинковић) |
| 3. децембар | 20:00 | Покидан (С. Пурковић)                  |

### 2024.
Седмо издање фестивала одржано је од 29. новембра до 1. децембра 2024. године. Свечано га је отворио Љубомир Бандовић. Приказано је седам домаћих филмова. Стручни жири су чинили Марија Берета, Тимеа Филеп и Драган Маринковић. На затварању фестивала говорио је Ирфан Менсур. Водитељ програма је био Стефан Бузуровић.
| Датум        | Време | Програм                                                  |
| ------------ | ----- | -------------------------------------------------------- |
| 29. новембар | 18:00 | свечано отварање фестивала                               |
| 29. новембар | 20:00 | Изолација (М. Бацковић)                                  |
| 30. новембар | 12:00 | Вајана 2 (цртани филм)                                   |
| 30. новембар | 16:00 | За данас толико (М. Ђорђевић)                            |
| 30. новембар | 18:30 | Руски конзул (М. Лекић)                                  |
| 30. новембар | 21:00 | Воља синовљева (Н. Ћеранић)                              |
| 1. децембар  | 12:00 | У мојој глави 2 (цртани филм)                            |
| 1. децембар  | 16:00 | Баук (Г. Радовановић)                                    |
| 1. децембар  | 18:00 | Мегдан: Између воде и ватре (Т. Чапканов)                |
| 1. децембар  | —     | свечано затварање фестивала; додела награда              |
| 1. децембар  | 20:30 | Прва класа — Пун гас! (В. М. Поповић) — ван конкуренције |

- Награда за животно дело: Емир Кустурица
- Награда за најбољи филм по избору публике: Воља синовљева (Немања Ћеранић)
- Награда за најбољи филм по избору Fipresci Србија: Изолација (Марко Бацковић)

- Најбоља глумица: Ивана Вуковић (За данас толико)
- Најбољи глумац: Игор Бенчина (Воља синовљева)
- Најбоља режија: Мирослав Лекић (Руски конзул)
- Најбољи филм: За данас толико (Марко Ђорђевић)